# ПЗРК «Стингер» на Афганской войне (1979-1989)
ПЗРК «Стингер» (FIM-92 Stinger) в Афганской войне 1979-1989 гг. применялся афганскими антиправительственными силами (моджахеды) для поражения военной авиации ВВС ОКСВА, ВВС ДРА и пассажирских самолётов в период Афганской войны (1979-1989).

## История
Наибольший масштаб помощи афганским мятежникам связан с началом в 1980-е годы секретной операции «Циклон», ставшей одной из наиболее продолжительных и дорогостоящих операций ЦРУ США. Ежегодный бюджет программы, начавшейся с суммы $20–30 миллионов, к 1987 году возрос до 630 миллионов долларов. Главным техническим инструментом операции «Циклон» была выбрана «ISI» (межведомственная разведка Пакистана).

## Поставки и сопутствующие проблемы
Поставки противовоздушных зенитно-ракетных комплексов (ПЗРК) «Стингер» афганской оппозиции, США начало осенью 1986 года. ПЗРК предназначались для борьбы с советскими вертолётами и самолётами

За всё время моджахеды получили от ЦРУ США около 4000 ракет «Стингер». Очень значительное число отправленных ракет было украдено и было разграблено ещё до получения, так Washington Post указывал что несколько сотен привезённых в Пакистан ракет «Стингер» так и не дошло до получателя. На территории Афганистана эти ракеты также массово разграблялись, афганские моджахеды массово продавали такие ракеты Ирану, иногда дело доходило до продажи половины ракет от полученных. Вдобавок, был инцидент когда иранцы разгромили и отобрали ракеты «Стингер» у колонны моджахедов на афгано-иранской границе.
Уже 5 января 1987 года подразделения спецназа ГРУ перехватили комплект ПЗРК «Стингер».

## История применения
Применение ПЗРК Стингер в районах Герата и Шинданда на иранской границе центр межведомственной разведки Пакистана ISI возлагало на формирование Турана Исмаила (Исмаил-хана), который был первым полевым командиром того региона и которому, через его заместителя, бывшего полковника Алауддина, прибывшего в Пакистан для обучения и дальнейшего сопровождения — ISI предоставил ПЗРК Стингер.
По свидетельству Мохаммада Юсуфа (начальника афганского отдела ISI в 1983-1987 гг.), в соответствии с разработанным ISI планом — первыми ПЗРК «Стингер» в Афганистане применили два отряда Исламской партии Афганистана, Гульбетдина Хекматияра под командованием полевых командиров Дарвеш и инженер Гаффар, действовавших в районе Кабула и Джелалабада.

Так, 25 сентября 1986 года отряд афганской оппозиции численностью около тридцати пяти мятежников под командованием инженера Гаффара, хорошо знающим местность, скрытно пробрался к подножию одной из высот, расположенной в полутора километрах северо-восточнее взлетно-посадочной полосы аэродрома Джелалабада, чтобы нанести ракетный удар по вертолётам, либо по другой воздушной цели пятью «Стингерами». В результате были поражены три цели. Происходящее снималось на видео, которое позже было показано президенту США Р. Рейгану, а тубус от первого «Стингера» был передан представителям ЦРУ. 

Атака на цели у Кабульского аэродрома успехов мятежникам не принесли

…Первое успешное применение ПЗРК «Стингер» произошло у Джелалабадского аэродрома. Мы также включили Кабул — Баграм в первую фазу применения этого оружия. Затем последовало посылка этих ракет через перевал Гиндукуш для использования у аэродромов в Мазари-Шарифе, Файзабаде, Кундузе, Маймане и рядом с рекой Аму-Дарья …Третья фаза предусматривала использование ракет для обороны провинций, граничащих с Пакистаном, с окончательным их развертыванием вблизи аэродромов Кандагара и Лашкаргаха.
— Мохаммад Юсуф, начальник афганского отдела центра разведки Пакистана ISI в 1983-1987

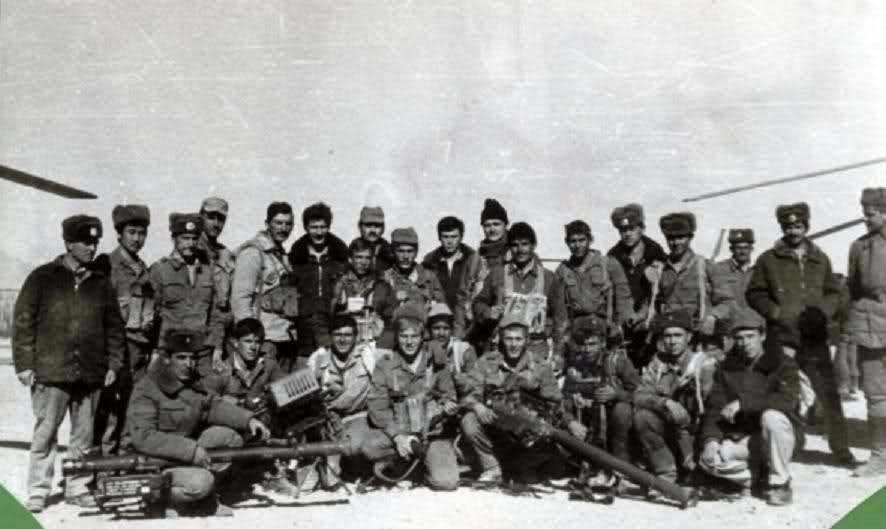
Группа советского спецназа с захваченными «Стингерами».
ПЗРК был представлен на пресс-конференции в Кандагаре, как неопровержимое доказательство участия США в конфликте на стороне моджахедов

Объяснение столь позднего появления ПЗРК Стингер на Афганской войне, по словам офицера разведки ISI, кроется в политическом решении, в первую очередь самих США. Вообще, было две причины: первая — данная ракета могла быть перехвачена советскими подразделениями, что свидетельствовало бы о поставках США афганской оппозиции вооружения, вторая — «Стингер», мог быть применим по гражданским лайнерам, третья — он мог оказаться в руках иранских военных. Что в дальнейшем и произошло: в 1987 году и Иран и Советский Союз захватили трофейные «Стингеры»
Курсы обучения операторов ПЗРК «Стингер] проводились на специальных тренажёрах в Оджири Кэмп — в городе Равалпинди в Пакистане местными военными инструкторами, прошедшими подготовку в США в июне 1985 года. Курс обучения занимал от 15 до 21 дней. Между ЦРУ и ISI, существовало соглашение о ежегодных поставках до 250 пусковых установок, вместе с 1000-1200 ракетами.
Применение ПЗРК Стингер в районах Герата и Шинданда на Иранской границе возлагалось на формирование Турана Исмаила (Исмаил-хана). Он был первым полевым командиром того региона, которому достался Стингер через его заместителя, бывшего полковника Алауддина, прибывшего в Пакистан для обучения и сопровождения ПЗРК.
В одном источнике утверждалось что «Стингерами» в 1981 году якобы был сбит 1 советский летательный аппарат и ещё 23 в 1986 году, при этом по американским данным такие ракеты были отправлены только в 1986 году. По другим российским данным, предоставляющим полную информацию о пилотах, «Стингерами» в 1986 году было сбито лишь 8 советских летательных аппаратов.
Результатом применения ПЗРК явилось резкое изменение тактики боевого применения вертолётов советскими войсками. Если до появления ПЗРК вертолёты Ми-8 летали на предельной высоте 6000 м, то с появлением ПЗРК они спустились на предельно малые высоты 30—60 м, прячась в складках местности и между сопками.

Все более частое появление ПЗРК и изобретательность в их применении стали «выживать» самолёты на высоту. В 1986 году вошло в силу правило – не снижаться при атаке менее чем до 3500 м, ставшее границей выхода из пикирования по «Стингерам». Позднее для предосторожности нижнюю границу подняли ещё на тысячу метров, установив равной 4500 метров.
— В. Марковский «Выжженное небо Афгана»
После завершения войны Конгресс США выделил 65 миллионов долларов на операцию по выкупу ПЗРК и ракет, и некоторое их количество было выкуплено, однако по утверждениям некоторых источников до 400 «стингеров» могло оставаться в Афганистане. По данным Госдепартамента США точное количество оставшихся «Стингеров» в Афганистане подсчитать невозможно, также как неизвестно сколько таких ракет было истрачено за войну так как подсчёт никем и никогда не вёлся.

## Угроза «Стингеров» для гражданской авиации
В 1994 году Госдепартамент США издал отчёт «Тактика террористов и методы защиты от них», в которых значительную роль посвятил использованию ПЗРК «Стингер» в Афганистане и Анголе. На антисоветские и антиправительственные вооружённые формирования в Афганистане Госдеп США возлагает ответственность за сбитие 3 пассажирских самолётов, в которых погибло 125 пассажиров и членов экипажей: 2 авиалайнера было сбито «Стингерами» в 1987 году и 1 был сбит в 1988.

«Стингеры» предназначались для повышения способности противостоять вооружённым силам прокоммунистических правительств. Однако в действительности эти современные системы ПЗРК вскоре стали инструментом, с помощью которого повстанцы атаковали пассажирские самолёты, которые думалось что осуществляют правительственные военные полеты. Хронология атак в Анголе и Афганистане на гражданскую авиацию, представленная ранее, отражает результаты использования таких технологически продвинутых систем в руках недисциплинированных партизанских формирований.
— Государственный департамента США «Тактика террористов и методы защиты от них»

## Захват первых «Стингеров»
Группа разведчиков 186-го отдельного отряда специального назначения ГРУ Генштаба 5 января 1987 года под командованием заместителя командира отряда майора Евгения Сергеева и при участии старшего лейтенанта Владимира Ковтуна в Мельтанайском ущелье (провинция Кандагар), захватили один из трёх образцов американских ПЗРК «Стингер», которые американцы поставляли афганским душманам, а также дипломат с документацией на них, включая адреса поставщиков из США. Другие два (пустой и неиспользованный) захватила досмотровая группа Василия Чебоксарова.
Эти трофеи были показаны на срочной пресс-конференции в МИДе Афганистана как неопровержимое доказательство вмешательства США во внутренние дела Афганистана. Несмотря на заявления командования: те, кто первым захватит «Стингер», будет представлен к званию Героя Советского Союза, Владимир Ковтун, и его товарищи звания удостоены не были.
Спустя 25 лет, 6 мая 2012 подполковник запаса Евгений Сергеев удостоен звания Герой Российской Федерации (посмертно).

Ещё через 7 лет, 15 февраля 2019 года звания Герой Российской Федерации удостоен полковник запаса Владимир Ковтун.

Тем не менее, советское командование до конца войны так и не создало эффективных средств противодействия этой угрозе с земли, в результате чего появление «Стингеров» у душманов значительно снизило эффективность применения советской авиации в Афганистане.

## См.также
- Операция ЦРУ «Циклон»
- Базовые районы афганской оппозиции (1979—1989)
- Перевалочные базы афганской оппозиции (1979-1989)
- Потери авиации в Афганской войне (1979—1989)
- Пешаварская семёрка
- Шиитская восьмёрка
- Исламское общество Афганистана
- Исламская партия Афганистана